# Cool Cut
Cool Cut（クール・カット）は松原みき7枚目のオリジナルアルバム。1984年5月21日にキャニオン・レコードからLPとポニーからカセットテープがリリースされた。

## キャッチコピー
「お・ま・た・せ！ クール・カット」

## 収録曲

### Side A
1. 真夏のゲーム
作詞：梅本洋一／作曲：松浦和義／編曲：松浦和義
2. Knock,Knock,My Heart
作詞：梅本洋一／作曲：森園勝敏／編曲：森園勝敏
3. チャイナタウンの殺人鬼
作詞：梅本洋一／作曲：森園勝敏／編曲：森園勝敏
4. Ice Heart～その気もないのに～
作詞：梅本洋一／作曲：森園勝敏／編曲：森園勝敏
5. マンハッタンのかけら
作詞：梅本洋一／作曲：森園勝敏／編曲：森園勝敏
6. Cry for Me
作詞：梅本洋一／作曲：森園勝敏／編曲：森園勝敏

### Side B
1. ウィークエンドは軽い病気
作詞：梅本洋一／作曲：森園勝敏／編曲：森園勝敏
2. Caribbean Night
作詞：梅本洋一／作曲：森園勝敏／編曲：森園勝敏
3. Riverside Tango
作詞：梅本洋一／作曲：森園勝敏／編曲：森園勝敏
4. Cinnamon Tea
作詞：梅本洋一／作曲：森園勝敏／編曲：森園勝敏
5. French Cinema
作詞：梅本洋一／作曲：森園勝敏／編曲：森園勝敏

## 参加ミュージシャン
- 森園勝敏(guitar)
- 和田アキラ(guitar)
- 松浦和義(keyboards)
- 近藤洋史(bass)
- 川口雷二(drums)

## 関連シングル・ベストアルバム
- Knock, Knock, My Heart

(EP 7A0382 SEE・SAW 1984.5.21 キャニオン・レコード)
タイトル曲および「Ice Heart～その気もないのに～」を収録
- 松原みき ベストセレクション

(CD D36A0086 SEE・SAW 1985.6.5 キャニオン・レコード)
- 松原みき ゴールデン☆ベスト

(CD PCCA-03355 2011.2.16 ポニーキャニオン)
「Knock, Knock, My Heart」を収録
- 松原みき ベスト・コレクション

(CD PCCS-00044 2008.7.16 ポニーキャニオン)
「Caribbean Night」を収録